# Eon
Eon (z łac. aeon z gr. αἰών aiōn 'czas, trwanie, wiek, wieczność') – największa formalna jednostka geochronologiczna, dzieląca się na ery (z wyjątkiem najstarszego: hadeiku) i wynosząca co najmniej 500 mln lat. Eon odpowiada jednostce chronostratygraficznej (jednostce skalnej) o nazwie eonotem. W historii geologicznej Ziemi ustanowiono cztery eony: hadeik, archaik, proterozoik i fanerozoik. W październiku 2022 Międzynarodowa Komisja Stratygrafii wyodrębniła hadeik jako czwarty, najstarszy eon w dziejach Ziemi.